# فندق تاج محل
فندق تاج محل أو قصر تاج محل (بالإنجليزية:  The Taj Mahal Palace)‏ أحد الفنادق التابعة لمجموعة فنادق تاج، أسس سنة 1903 من قَبل رجل الأعمال الهندي جامستيجي تاتا(بالإنجليزية: Jamsedji Tata)‏ يقع الفندق في الهند - مومباي على بعد 0.5 كم من مركز المدينة، يحتوي الفندق على 560 غرفة و44 جناحاً و8 مطاعم ويتكون من 27 طابق تم تجديد بناء الفندق سنة 2007 يتكون الفندق من فندق تاج محل الأساسي وبرج ضيفه لاحقاً ويتميز كل منهما بتصاميم معمارية مختلفة وقد أستضافة الفندق العديد من النجوم والشخصيات المهمة 

## تاريخ الفندق
فتح الفندق ابوابه للنزلاء في 16 ديسمبر 1903 ويعتقد أن سبب بناء هذا الفندق أن رجل الأعمال الهندي جامستيجي تاتا قرر بناء الفندق بعد منع دخوله إلى واحد من فنادق المدينة الكبرى في ذلك الوقت، فندق واتسون (بالإنجليزية:  Watson's Hotel)‏ الذي اقتصر على أصحاب البشرة البيضاء، هناك من يطعنون بهذه القصة حول بناء الفندق، بلغت كلفة المشروع £250,000 (£127مليون، اليوم) 

## هجمات مومباي الإرهابية 2008

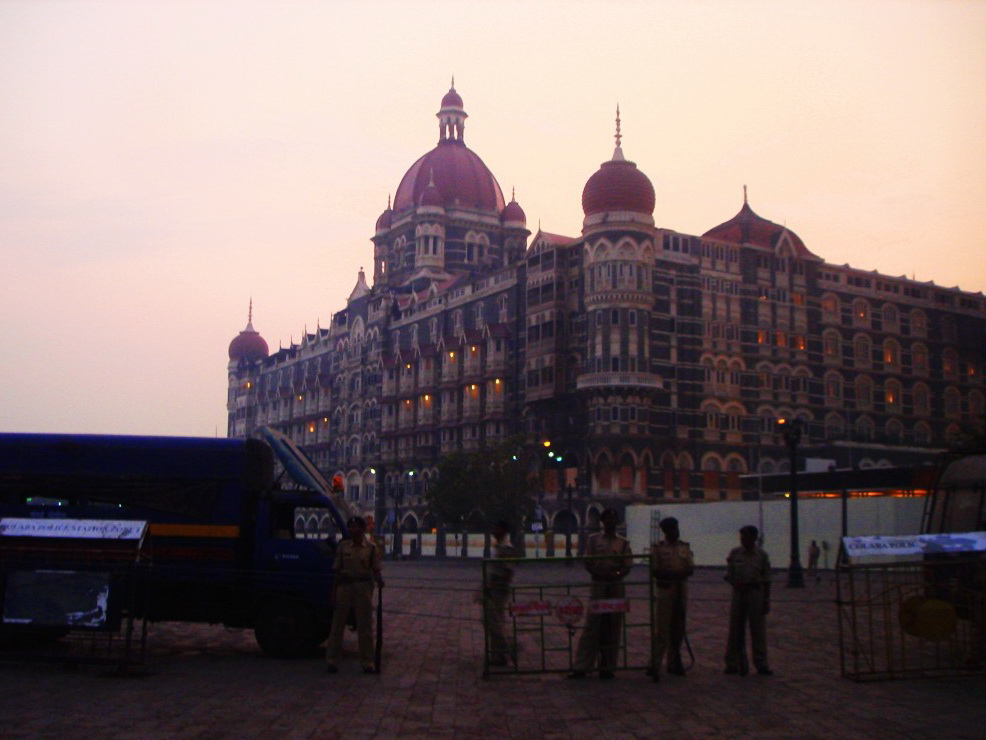
صورة للفندق التقطت بعد أسبوع من هجمات مومباي عام 2008

في 26 نوفمبر 2008 تعرضت مدينة مومباي للهجوم وكذلك الفندق مما ادى إلى وقوع أضرار مادية للفندق، بما في ذلك تدمير سقف الفندق، إعادة افتتاح بعض أقسام الفندق ذات التأثر القليل في 21 ديسمبر 2008، استغرق الأمر عدة أشهر لإعادة بناء قسم التراث الشعبي بعدها أعيد افتتاح فندق تاج محل بعد الترميم بتكلفة اجمالية تصل إلى 1.75 مليار روبية.

زار الفندق العديد من الشخصيات منها هيلاري كلينتون مومباي في يوليو 2009 التي كانت في زيارة للهند من أجل تعميق العلاقات الأمريكية - الهندية وبقيت في فندق تاج محل وكذلك زار الرئيس الأمريكي باراك أوباما الفندق ليكون أول رئيس دولة أجنبية يزور الفندق بعد الهجمات، وفي خطاب ألقاه من شرفة الفندق، وقال اوباما
.

## معرض صور

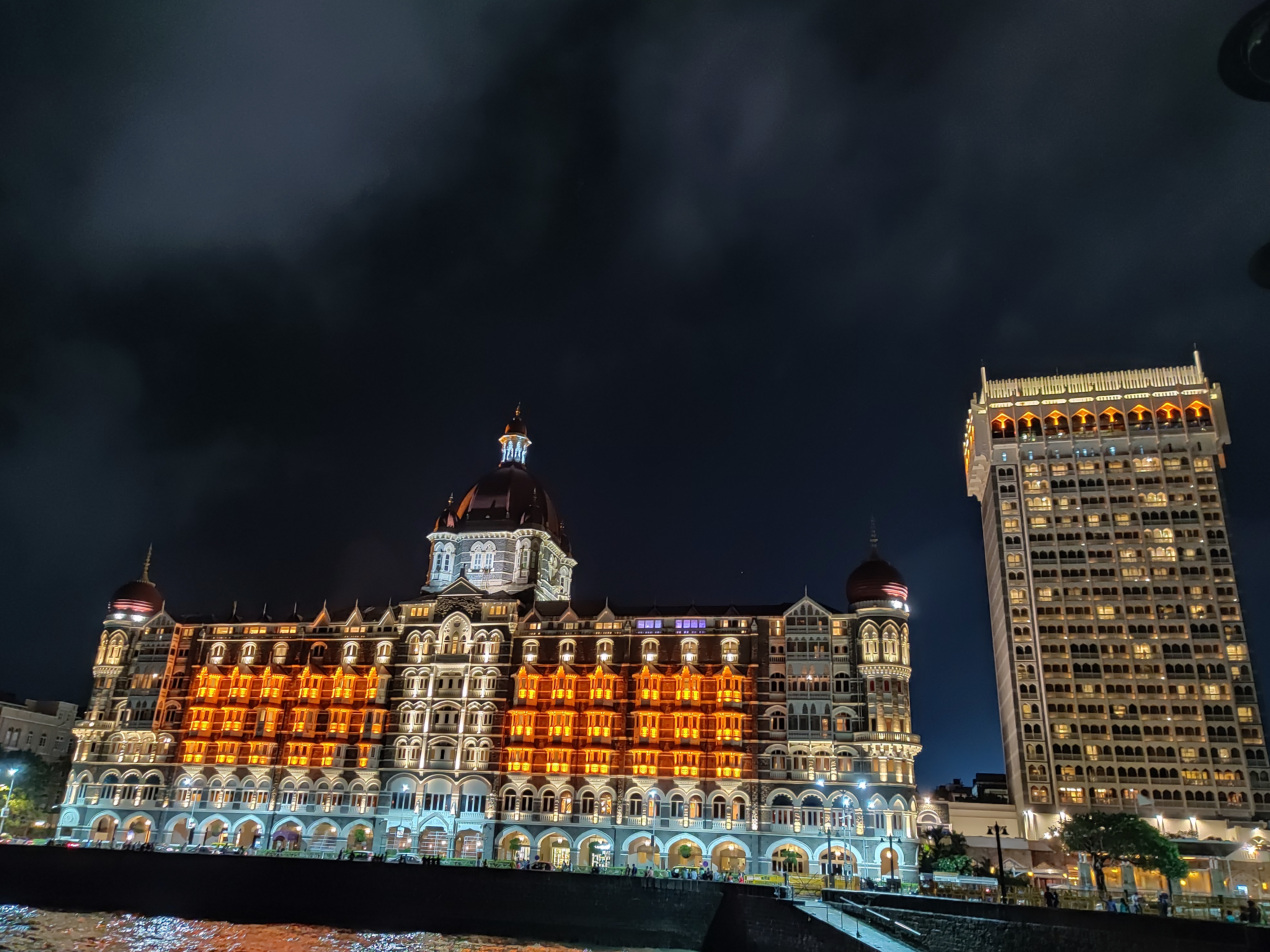
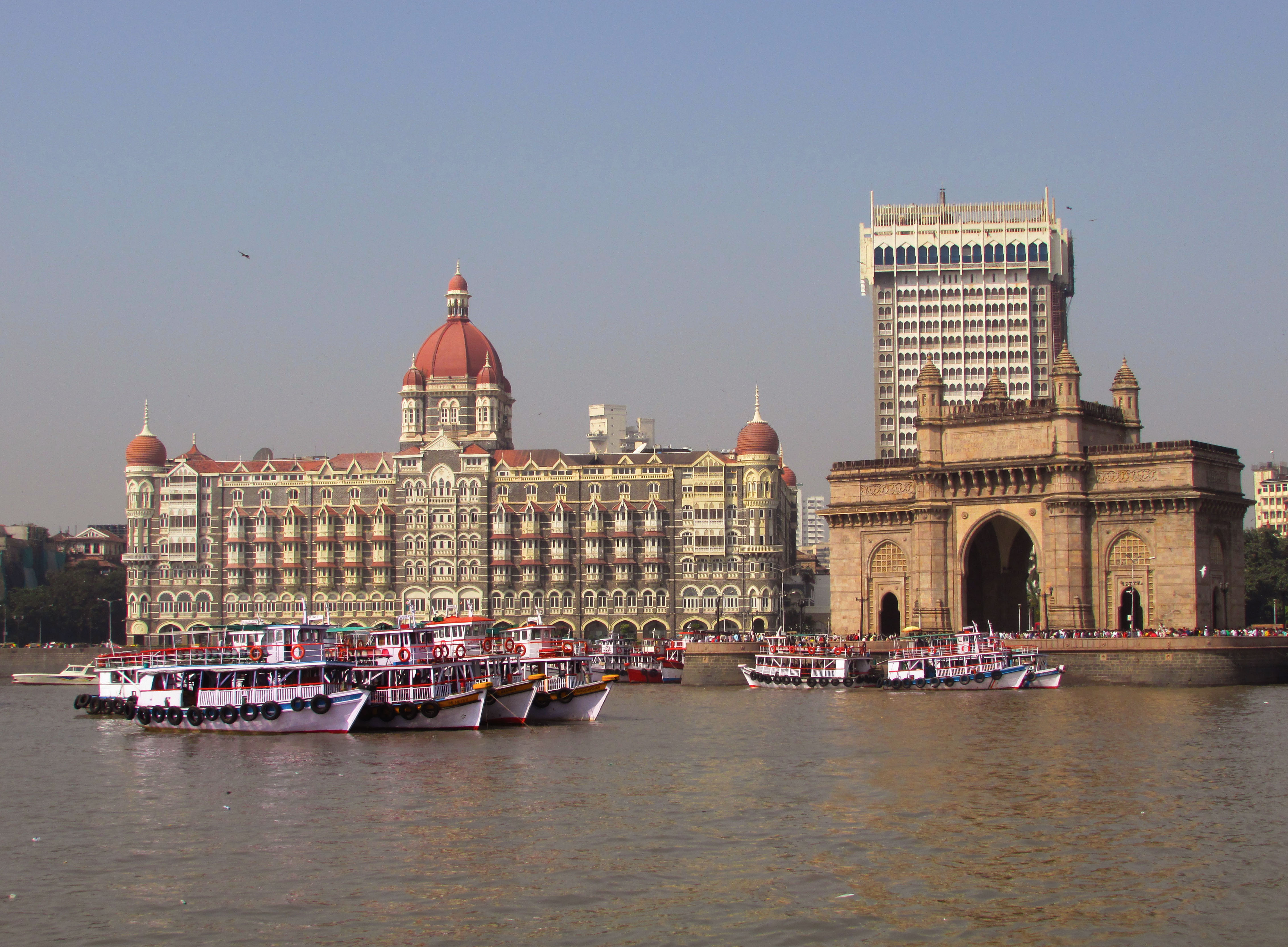
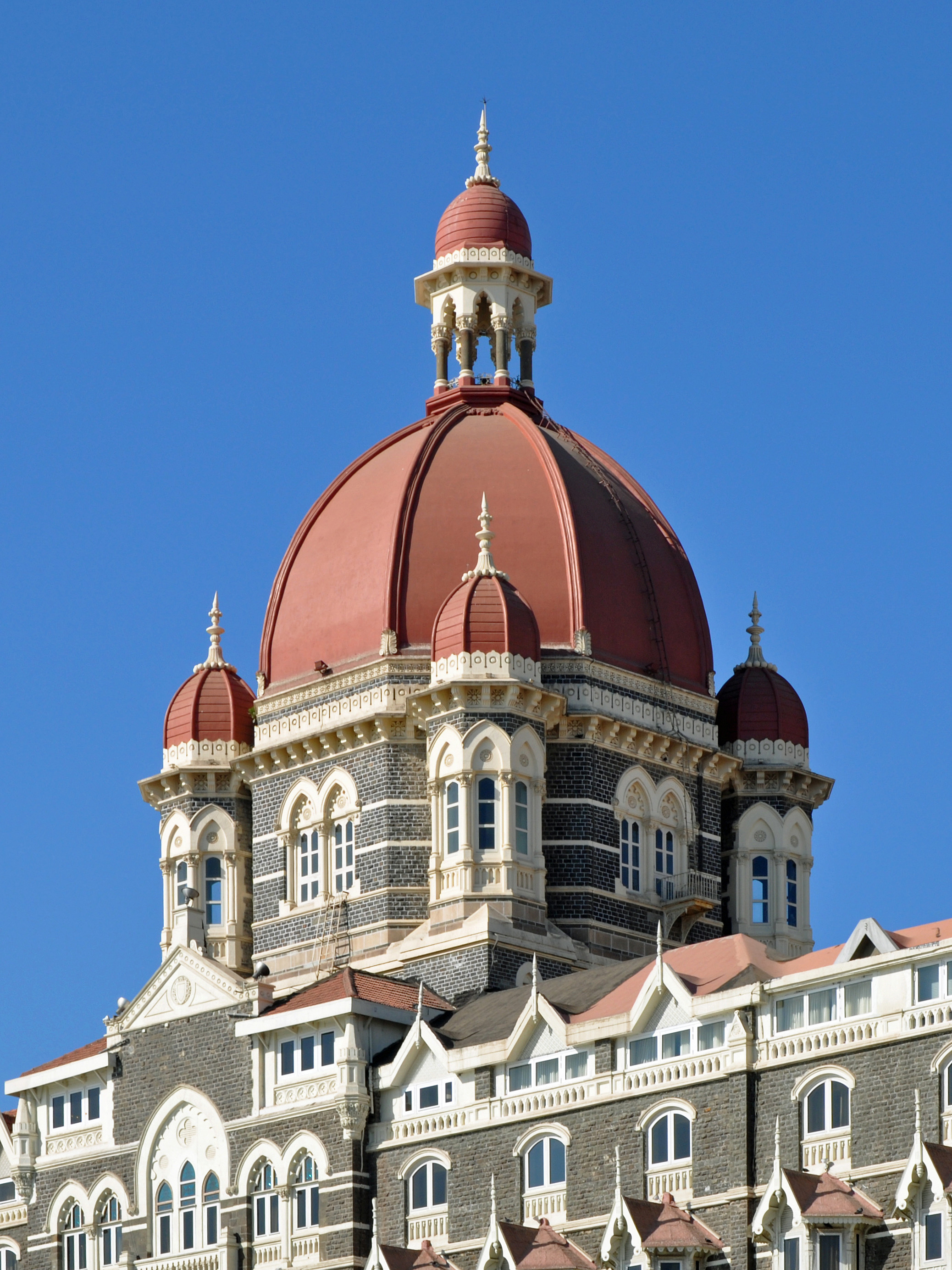
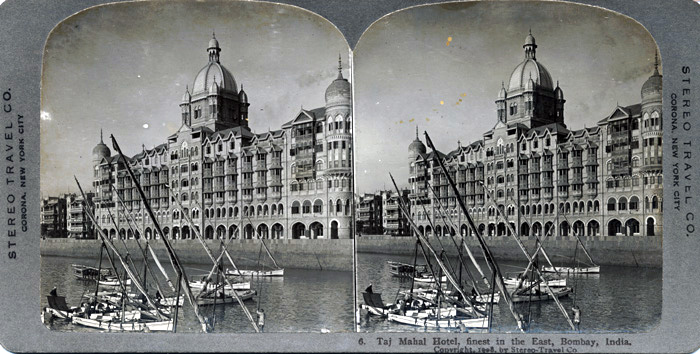